# 艾尔河畔欧特雷库尔
艾爾河畔欧特雷库尔（法語：Autrécourt-sur-Aire，法語發音：[otʁekuʁ syʁ ɛʁ]）是法国默兹省的一个市镇，属于巴勒迪克区。

## 地理
艾尔河畔欧特雷库尔（49°2'6"N, 5°8'18"E）面积10.85 平方千米，位于法国大東部大區默兹省，该省份为法国西北部内陆省份，北与比利时接壤，西接马恩省和阿登省，南至上马恩省和孚日省，东临默尔特-摩泽尔省。
与艾尔河畔欧特雷库尔接壤的市镇（或旧市镇、城区）包括：瓦利、塔巴河畔富科库尔、伊佩库尔、拉瓦、尼贝库尔。

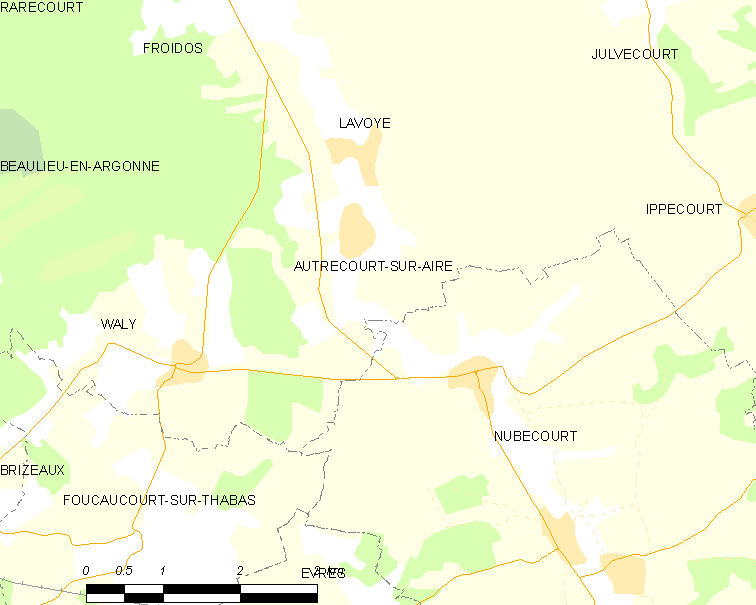
艾尔河畔欧特雷库尔的OSM定位图

艾尔河畔欧特雷库尔的时区为UTC+01:00、UTC+02:00（夏令时）。

## 行政
艾尔河畔欧特雷库尔的邮政编码为55120，INSEE市镇编码为55017。

## 政治
艾尔河畔欧特雷库尔所属的省级选区为默兹河畔迪约县。

## 人口

1962-2008年间艾尔河畔欧特雷库尔人口变化图示

艾尔河畔欧特雷库尔于2022年1月1日时的人口数量为112人。